# Dryadaula trapezoides
Dryadaula trapezoides är en fjärilsart som beskrevs av Edward Meyrick 1935. Dryadaula trapezoides ingår i släktet Dryadaula och familjen äkta malar. Inga underarter finns listade i Catalogue of Life.